# Les Lois du marché
Pour plus de détails, voir Fiche technique et Distribution.
Les Lois du marché  (titre original : By Word of Mouse) est un court métrage d'animation américain de la série des Looney Tunes mettant en scène Grosminet, réalisé par Friz Freleng, sorti en 1954.

## Fiche technique
- Titre : Les Lois du marché
- Titre original : By Word of Mouse
- Réalisation : Friz Freleng
- Scénario : Warren Foster
- Montage : Treg Brown
- Musique : Milt Franklyn
- Producteur : Edward Selzer
- Sociétés de production : Alfred P. Sloan Foundation , Warner Bros. Cartoons
- Pays d'origine :  États-Unis
- Format : Couleur (Technicolor) — 35 mm — 1,37:1 — Son : Mono
- Genre : Film d'animation, Comédie
- Dates de sortie :
  -  États-Unis :  2 octobre 1954

## Distribution
- Mel Blanc (Sylvestre / Hans / Oncle / Tante / Opérateur d'ascenseur / l'enfant souris) • VF : Patrick Préjean : Grosminet (Sylvestre)
- Walker Edmiston (le Professeur)
- Stan Freberg (diverses voix)